# São Cristóvão
São Cristóvão je brazilské město ve spolkovém státě Sergipe. Nachází se 13 km vzdušnou čarou od pobřeží Atlantského oceánu a 17 km jižně od města Aracaju, jehož metropolitní oblasti je součástí. V roce 2015 zde žilo více než 85 tisíc osob. Zdejší náměstí Svatého Františka se zachovalými budovami portugalské koloniální architektury je od roku 2010 zapsáno na seznamu světového kulturního dědictví UNESCO.
První pokusy o portugalskou kolonizaci území v okolí dnešního města São Cristóvão se datují k roku 1590. Portugalská osada několikrát změnila svoji polohu, až roku 1607 byla osada zbudována na místě dnešního města, což z něj činí čtvrté nejstarší město v Brazílii. Roku 1636 bylo São Cristóvão napadeno Nizozemci, kteří byli následně vyhnáni o devět let později – v roce 1645. Až do roku 1855 bylo São Cristóvão hlavním městem generálního kapitanátu a provincie Sergipe.

## Náměstí Svatého Františka
Náměstí São Francisco (portugalsky Praça São Francisco) je obdélníkové náměstí o rozměrech 73 x 51 metrů obklopené historickými budovami, které zde stojí již od počátku 17. století. Nachází se zde např. kostel a konvent svatého Františka (severní stran náměstí), provinční palác (jižní strana) a kostel Santa Casa de Misericórdia (východní strana). Tento unikátní soubor budov, společně s obytnými domy z 18. a 19. století, vytváří městské prostředí, které zachycuje vývoj města od jeho vzniku.

### Externí odkazy

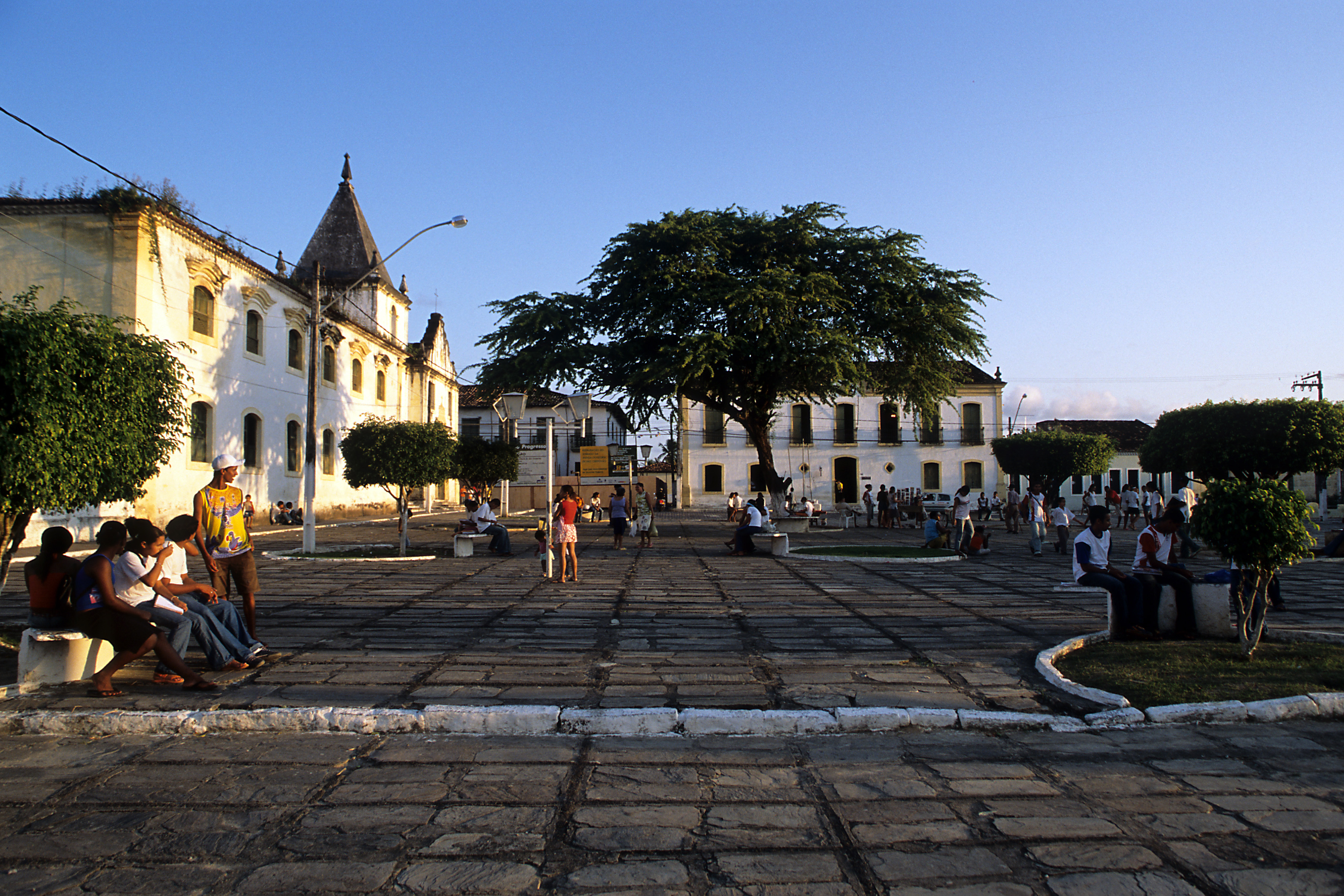
Santa Casa de Misericórdia a provinční palác